# Pattonomys
Pattonomys (Emmons, 2005) è un genere di roditori della famiglia dei Echimiidi.

## Etimologia
Il genere è stato dedicato allo zoologo statunitense James Lloyd Patton, esperto di mammiferi americani.

## Descrizione

### Dimensioni
Al genere Pattonomys appartengono roditori di medie e grandi dimensioni, con lunghezza della testa e del corpo tra 184 e 218 mm e la lunghezza della coda tra 211 e 228 mm.

### Caratteristiche craniche e dentarie
Il cranio è corto e largo con delle creste sopra-orbitali estese che curvano anteriormente verso le ossa frontali. La bolla timpanica può essere notevolmente rigonfia. Gli incisivi inferiori non sono vistosamente ricurvi. I denti masticatori sono di forma rettangolare ed allungati.
Sono caratterizzati dalla seguente formula dentaria:

### Aspetto
L'aspetto è quello di un grosso ratto, con la pelliccia cosparsa particolarmente sulla groppa di lunghi peli spinosi con l'estremità biancastra.  Le parti dorsali sono generalmente grigiastre con dei riflessi giallognoli, la coda è uniformemente bruno-rossastra, ricoperta finemente di piccoli peli. I piedi sono corti e larghi. Le femmine hanno due paia di mammelle addominali disposte lateralmente. Il pene è lungo e sottile.

## Distribuzione
Si tratta di animali arboricoli diffusi nell'America meridionale

## Tassonomia
Il genere comprende 4 specie.
- Pattonomys carrikeri
- Pattonomys flavidus
- Pattonomys punctatus
- Pattonomys semivillosus

La specie P.occasius è stata trasferita nel 2018 al nuovo genere Leiuromys